# أليساندرو بونتشي
أليساندرو بونتشي (بالإيطالية: Alessandro Bonci) (10 فبراير 1870 - 10 أغسطس 1940) مغني أوبرا إيطالي معروف دوليا بعلاقته ببيل كانتو ريبيرتواري.